# Vellozia barbaceniifolia
Vellozia barbaceniifolia är en enhjärtbladig växtart som beskrevs av Moritz August Seubert. Vellozia barbaceniifolia ingår i släktet Vellozia och familjen Velloziaceae. Inga underarter finns listade.